# Iris (canção)
"Iris" é uma canção da banda estadunidense Goo Goo Dolls. Composta originalmente para a trilha sonora do filme Cidade dos Anjos, de 1998, a canção foi incluída no sexto álbum da banda, Dizzy Up the Girl. Nenhuma personagem chamada Iris aparece no filme, e o nome sequer é mencionado na letra da canção.
"Iris" alcançou a primeira posição na Austrália, no Canadá e na Itália, a terceira no Reino Unido e a nona na Billboard Hot 100 dos Estados Unidos. Na Irlanda, é um dos singles mais vendidos de todos os tempos. "Iris" é a canção assinatura dos Goo Goo Dolls e foi aclamada criticamente, sendo descrita como "onipresente" em suas apresentações ao vivo e é um dos singles mais vendidos da história.
A canção foi incluída no ranking das "100 Melhores Canções dos últimos 25 anos" realizado pelo VH1.  "Iris" ocupa a posição 54.

## Vídeo
O vídeo de "Iris" foi filmado por Nancy Bardawil da Crash Films e exibido pela primeira vez em 11 de maio de 1998. Nele, o Goo Goo Dolls aparece no telhado de um arranha-céu, observando a vida das pessoas através de um telescópio. Várias vezes, através das lentes, é possível ver o ator Nicolas Cage em algumas cenas do filme. O tema do vídeo reflete o que os anjos fazem no filme. Intercalados pelo vídeo estão clipes do filme com cenas em que Seth deve decidir em manter a paixão por Maggie ou desistir da eternidade como um anjo.

## Faixas
Reprise 44525
1. "Iris" (Album Edit) – 4:54
2. "Lazy Eye" – 3:48
3. "I Don't Want To Know" – 3:37

### EP
1. "Iris" – 4:51
2. "Slide" – 3:34
3. "Iris" (acústico) – 3:26
4. "Slide" (acústico) – 3:15

### Versão coreana
1. "Iris"
2. "Lazy Eye"
3. "I Don't Want to Know"

## Desempenho nas paradas
| Parada(1998)                              | Melhor posição |
| ----------------------------------------- | -------------- |
| U.S. Billboard Billboard Radio Songs      | 1              |
| U.S. Billboard Alternative Songs          | 1              |
| U.S. Billboard Hot Mainstream Rock Tracks | 8              |
| US Billboard Billboard Hot 100            | 9              |